# Viera Tomanová
Viera Tomanová (ur. 5 lutego 1948 w Bratysławie) – słowacka polityk i urzędniczka państwowa, parlamentarzystka, w latach 2006–2010 minister pracy, spraw społecznych i rodziny.

## Życiorys
W 1980 została absolwentką Wyższej Szkoły Ekonomicznej w Bratysławie. Kształciła się także na Uniwersytecie Trnawskim. Pracowała na różnych stanowiskach, w latach 80. kierowała domem seniora w Bratysławie, była też zatrudniona w administracji miejskiej Bratysławy. W latach 1988–2003 zawodowo związana ze słowackim ministerstwem pracy, m.in. jako dyrektor departamentu i doradczyni ministra. W 1994 zajęła się także działalnością dydaktyczną jako wykładowczyni uczelni na Słowacji.
Od lipca 2006 do lipca 2010 sprawowała urząd ministra pracy, spraw społecznych i rodziny w rządzie Roberta Ficy. W wyborach w 2010 i 2012 z ramienia partii SMER uzyskiwała mandat posłanki do Rady Narodowej. W grudniu 2015 parlament wybrał ją na urząd komisarza do spraw dzieci.